# Nocny lot (film 1933)
Nocny lot – amerykański dramat z 1933 roku w reżyserii Clarence’a Browna, na podstawie powieści Antoine’a de Saint-Exupéry’ego pod tym samym tytułem.

## Treść
Odważni piloci wyruszają po serum na polio z Rio de Janeiro do Santiago.

## Obsada
- John Barrymore – A. Riviére
- Lionel Barrymore – Robineau
- Clark Gable – Jules Fabian
- Helen Hayes – Madame Fabian
- Robert Montgomery – Auguste Pelleri
- William Gargan – brazylijski pilot